# Listă de filme franceze din 1918
Aceasta este o listă de filme franceze din 1918:
| Titlu                                        | Regizor                    | Actori                                                     | Gen                       | Note   |
| -------------------------------------------- | -------------------------- | ---------------------------------------------------------- | ------------------------- | ------ |
| L'Accusé                                     | Charles Maudru             | Rachel Devirys, Jeanne Brindeau                            |                           |        |
| Aide-toi                                     | Louis Feuillade            | Suzanne Le Bret, Marcel Lévesque, Édouard Mathé            |                           |        |
| L'Aigle boche est vaincu                     |                            |                                                            |                           |        |
| L'Âme de Pierre                              | Charles Burguet            | Andrée Brabant, Maurice Mariaud, Suzanne Delvé             |                           |        |
| L'Argent qui tue                             | Georges Denola             | Juliette Clarens, Pierre Magnier, Germaine de France       | Film dramatic             |        |
| Le Billard cassé                             | Jacques Feyder             | Françoise Rosay, Decaye                                    | Scurtmetraj Film dramatic | 112 m  |
| Ce bon La Fontaine                           | Gaston Ravel               | Georges Colin, Mary Harald, René Navarre                   |                           |        |
| Chez la modiste (ou Rigadin chez la modiste) | Georges Monca              | Charles Prince, Émile René, Betty Daussmond, Clo Marra     | Film de comedie           | 305 m. |
| Le Cœur de Rigadin                           | Georges Monca              | Charles Prince                                             | Film de comedie           | 345 m. |
| La Course du flambeau                        | Charles Burguet            | Léon Mathot, Jacques Robert, Suzanne Delvé                 |                           |        |
| Déchéance                                    | Michel Zévaco              | Jacques Grétillat, Pierre Magnier, Maurice Lagrenée        | Dramatic                  |        |
| Le Délai                                     | Jacques de Baroncelli      | Henri Bosc, Denise Lorys, Gabriel Signoret                 |                           |        |
| La Distance                                  | Robert Boudrioz            | Gilbert Dalleu, Maurice Lagrenée, Georges Mauloy           |                           |        |
| La Dixième Symphonie                         | Abel Gance                 | Séverin-Mars, Emmy Lynn, Jean Toulout                      | Dramatic                  |        |
| L'Épervier de Rigadin                        | Georges Monca              | Charles Prince                                             | Film de comedie           | 280 m. |
| L'Expiation                                  | Camille de Morlhon         | Jean Croué, Jean Angelo, Maurice Lagrenée                  |                           |        |
| La Faute d'orthographe                       | Jacques Feyder             | Charles Barrois, Charles Dechamps, Georges Mauloy          |                           | 26 min |
| La Flamme cachée                             | Roger Lion Musidora        | Maurice Lagrenée, Jean Yonnel                              |                           |        |
| Le Frère de lait                             | Jacques Feyder             | Françoise Rosay                                            | Scurtmetraj               | 180 m  |
| La Fugitive                                  | André Hugon                | Marie-Louise Derval, André Nox                             |                           |        |
| La Geôle                                     | Gaston Ravel               | Musidora, Georges Colin, René Navarre                      |                           |        |
| Les Grands                                   | Georges Denola             | Jean Silvestre, Maurice Lagrenée, Maxime Desjardins        | Film dramatic             |        |
| La Jeune Fille la plus méritante de France   | Germaine Dulac             | Musidora, Marthe Régnier                                   | Război                    |        |
| Johannes, fils de Johannes                   | André Hugon Louis Paglieri | André Nox, René Lorsay, Musidora                           |                           |        |
| Les Leçons de chant de Rigadin               | Georges Monca              | Charles Prince, Albert Brouett, Yvonne Maëlec, Lucy Mareil | Film de comedie           | 400 m. |
| La Main d'Annette                            | Georges Monca              | Simone Joubert, Louis Launay, Émile René, Lucy Murger      | Film de comedie           | 370 m. |
| La Maison d'argile                           | Gaston Ravel               | Léon Mathot, Georges Mauloy, Suzanne Munte                 | Film dramatic             |        |
| La Marâtre                                   | Jacques Grétillat          | Jean Worms, Henri Dauvillier, Roger Vincent                | Melodramatic              |        |
| Marion de Lorme                              | Henry Krauss               | Pierre Renoir, Nelly Cormon, Jean Worms                    | Film dramatic Romantic    |        |
| Le Masque d'amour                            | René Plaissetty            | Paul Escoffier, Émile Mylo, Maurice Lagrenée               | Film dramatic             |        |
| N'oublions jamais                            | Léonce Perret              | Rita Jolivet                                               | Dramatic Război           |        |
| La Nouvelle Mission de Judex                 | Louis Feuillade            | René Cresté, Marcel Lévesque, Yvette Andréyor              | Serial Aventură           | 12 ép  |
| L'Obstacle                                   | Jean Kemm                  | René Lorsay, Marthe Vinot, Henri Desfontaines              |                           |        |
| Les Petites Marionnettes                     | Louis Feuillade            | Yvette Andréyor, René Cresté, Louis Leubas                 |                           |        |
| Le Siège des trois K                         | Jacques de Baroncelli      | Suzanne Grandais, Roger Karl, Pierre Magnier, Henri Bosc   | Scurtmetraj               |        |
| Le Traitement du hoquet                      | Raymond Bernard            | Armand Bernard, Charles Granval, René Koval                |                           |        |
| La Trouvaille de Monsieur Sansonnet          | Félix Léonnec              | Claire Olivier, Henri Collen                               | Scurtmetraj               |        |
| Vendémiaire                                  | Louis Feuillade            |                                                            |                           |        |